# Suspense (Hörspielserie)
Suspense war eine US-amerikanische Hörspielserie, die erstmals am 17. Juni 1942 von der CBS ausgestrahlt wurde. Bis zur Einstellung am 30. September Jahr 1962 wurden über 900 Folgen produziert.

## Handlung
Der Name der Krimiserie (suspense heißt auf Deutsch „Spannung“ bzw. „Ungewissheit“) war programmatisch. Die Themen stammten aus den Bereichen Krimi und Mystery, seltener auch Science-Fiction und Fantasy. Die Folgen der Radioserie waren üblicherweise in sich abgeschlossen, gelegentlich dienten auch Werke von Autoren wie Curt Siodmak oder H. P. Lovecraft als Vorlage. Im Laufe der Jahre wurde das Sendekonzept mehrfach geändert. Die Episode Sorry, Wrong Number aus dem Jahr 1943 war derart erfolgreich, dass sie fünf Jahre später unter gleichem Titel verfilmt wurde.

## Mitwirkende
In ihren Anfängen in den 1940er-Jahren wurde die einzelnen Folgen von einem Erzähler eingeleitet, der sich „The Man in Black“ nannte. Dieser wurde von Joseph Kearns oder auch Ted Osborne gesprochen. Später führten verschiedene Gastgeber durch das Programm, darunter der Schauspieler Robert Montgomery. Die Serie hatte im Laufe ihrer Geschichte verschiedene Unternehmenssponsoren, die während des Programms beworben wurden.
Bekannte Filmstars wie beispielsweise Orson Welles, Olivia de Havilland, Joseph Cotten, Henry Fonda, Humphrey Bogart, Judy Garland, Ronald Colman, Marlene Dietrich, Jack Benny, Lena Horne und Cary Grant konnten für Folgen der Serie verpflichtet werden.
Die Manuskripte stammten unter anderem von dem Kriminalautor John Dickson Carr (1906–1977), Regie führte überwiegend William Spier (1906–1973).

## Rezeption
Dem Schriftsteller Stephen King zufolge war Suspense eine der für ihn wichtigsten Radiosendungen der 1950er, die seine Erinnerungen an Grauen in Hörspielen prägte.

## Belege
1. 1 2  Stephen King: Danse Macabre. Wilhelm Heyne Verlag, München 2010 (Übersetzung von Joachim Körber), ISBN 978-3-453-43573-5, S. 242, 244–245.